# Заклад (село)
Закла́д — село в Україні, у Миколаївському районі Львівської області. Населення становить 308 осіб.

## Географія
Розташоване у північно-західній частині району за 5 кілометрів від Миколаєва. За кілометр від села проходить міжнародна автотраса Київ — Чоп, а через Заклад проходить невеликий тракт із сусідньої Демні. На західній окраїні села протікає річка Зубра.

## Назва
Походить від установи «Доброчинний заклад для сиріт і убогих», що існувала тут із 1840-х років. Вона діяла у приміщенні, де нині психіатрична лікарня. Ймення «інститут» установі не прижилося, тому її стали звати «закладом», а потім і все поселення назвою «Заклад».

## Герб та прапор
У зеленому полі срібний палац із червоним дахом, над і під ним — по золотому рівносторонньому хресту. Символом є палац Скарбека, а хрести означають доброчинність і пожертву.

## Історія

Наполеон Орда. Палац у Закладі

Засновником поселення вважають польського графа Станіслава Скарбека. У затишному місці поміж Дроговижем і Демнею він збудував палац за проектом його австрійської резиденції в містечку Нуссдорф. Палац у Закладі має вигляд букви «П», його середня частина триповерхова, а бокові мають чотири поверхи. Поблизу них — стилізовані башти, висотою у п'ять поверхів.
1840-го року в приміщенні свого палацу Станіслав Скарбек заснував «Доброчинний інститут для сиріт та убогих». Його діяльність узаконено 1 серпня 1843 року. Ця будівля неймовірної краси й витонченості мала стати помешканням для усіх бездомних дітей. Мешкали тут діти багатьох національностей, але навчання велося польською у суворому католицькому дусі. Окрім загальної освіти діти здобували і фахові знання: дівчата вивчали городництво, куховарство і шиття, а хлопці — різні види ремесел й виготовлення горілки. Загалом у Закладі проживало до 400 дітей-сиріт: 250 хлопців та 150 дівчат.
Окрім дітей у палаці Скарбека мешкали близько 60 стареньких. Аби влаштувати у палаці для них притулок, Скарбек продав власний будинок театру у Львові, звіринець, три містечка й 28 сіл. Натомість граф одержав палац-інститут в Закладі у вічне володіння.
Історики й досі сперечаються щодо того, чому Скарбек так облюбував це місце. Одна з версій — у селі він мав коханку Анну, дружину місцевого конюха. Кажуть, що із чотирьох її доньок принаймні дві — Скарбекові. Для цієї жінки Станіслав придбав у Миколаєві величенний будинок. У ньому коханка Скарбека так і не жила, але часто здавала його в оренду для міських балів.
Станіслав Скарбек так і не дочекався остаточного завершення будівництва свого палацу й помер у Львові 28 жовтня 1848 року. Поховали його на Личаківському цвинтарі. Щоправда 1888 року, коли будівництво в Закладі нарешті остаточно завершили, тіло Станіслава Скарбека перепоховали до крипти у так званому Закладському лісі неподалік від палацу-інституту. Каплиця в якій знаходилась крипта в даний час напівзруйнована.
Відповідно до статуту, після смерті засновника «Доброчинним закладом-інститутом для сиріт та убогих» керувала Наглядова рада. Її очолював представник з роду Скарбеків і за це він мав певну пільгу — міг проживати в одній з кімнат Закладу, а також театру в місті Львів. Одразу по смерті Станіслава інститут взяв під свою опіку зять Скарбекового брата Ігнація Кароль Яблоновський.
Серед викладачів інституту більшість становили поляки, однак були й українці. Один з них — Денис Січинський, згодом став генієм-композитором. У 1888 році його, тоді молодого випускника консерваторії, за порадою відомого професора В. Вшелячиньського прийняли у Заклад на посаду вчителя музики. Окрім співу Січинський навчав дітей гри на різноманітних музичних інструментах, а у 1896 році організував на базі інституту духовий оркестр. Наступні два роки Денис був капельмейстром. А 10 років, проведених у Закладі ввійшли до біографії композитора як «Закладський період». За цей час Січинський 1892 року написав кантату «Дніпро реве» на слова Бориса Грінченка, 1894 — марш «Сагайдачний», а ще «Чеську польку», фортепіанні мініатюри й обробки народних пісень.
В сиротинці виховувався також Владислав Негребецький (пол. Władysław Nehrebecki), навчався тут в початковій школі — творець відомого культового мультфільму «Болек і Льолек»
Ще на початку ХХ ст. автор одного з путівників Мечислав Орлович назвав Заклад «зразковою спорудою», яку можна відвідати «лише за згодою дирекції». Під час Визвольних змагань 1917—1920 тут «квартирував» полк Будьонного. Більшовики спалили унікальну книгозбірню, розікрали та знищили інші цінності. А уже 1939 року після «визволення» Західної України мародери вперше розкопали поховання Скарбека у лісопарку, що тепер зветься Закладівським лісом. Опісля борці з релігією ще й 1959 року понищили решту поховань на невеличкому кладовищі, де спочивають працівники інституту й старі люди. Та й головний корпус палацу Скарбека сильно постраждав після бомбардувань Другої світової війни й перебудов у післявоєнний період.
Радянська влада у 1941 році в одному з корпусів колишнього «Доброчинного інституту для сиріт і убогих» влаштувала свій сиротинець. Згодом його перетворили у тюрму НКВС.
В 1984 році на базі лікувально — трудового профілакторію (ВЛ 315/П11) тут заснували Миколаївську виправну колонію № 50. Ця установа діє до сьогодні, сучасна назва Державна установа «Миколаївська виправна колонія (№ 50)» вона розрахована на утримання 600 осіб. В'язні відбувають тут покарання за першою судимістю, більшість з яких за злочини невеликої та середньої тяжкості. В колонії працює підприємство, яке спеціалізується на виготовленні металевих  кованих виробів, виробів з деревини, будівельних матеріалів. Останнім начальником ЛТП та першим начальником колонії в 1984 році став Іван Левицький, після нього в різний час установу очолювали Василь Демачкович, Юрій Пристай, Богдан Лисій, Ігор Соснило, Іван Волчанський, Тарас Мицик. В даний час начальником ДУ "Миколаївська виправна колонія (№ 50) є Руслан Олійник.
На базі виправної колонії діє Державний професійно-технічний навчальний заклад «Миколаївський навчальний центр N 50», у якому засуджені здобувають робітничу кваліфікацію з 5 спеціальностей: Кравець.,Слюсар з ремонту колісних транспортних засобів., Слюсар — ремонтник., Електрогазозварник.,Столяр будівельний. Першим директором навчального закладу був Віктор Козоглодюк (2005р), після нього навчальний центр очолював Василь Марчишин, а тепер Ігор Соснило.
У 1999 році на території Миколаївської виправної колонії № 50 відкрито каплицю, де із засудженими працюють капелани від УГКЦ (о. Тарас Жолдак) та ПЦУ (о. Володимир Грицко). Будівництво церкви на території колонії здійснив тодішній начальник Юрій Пристай. Першим капеланом від УГКЦ був о. Степан Здобиляк, який навчався в підпільній Львівській духовній семінарії Святого Духа та був репресованим священником підпільної церкви до її легалізації. Отець Степан був капеланом до своєї смерті 23 вересня 2008 року, захоронений у своєму рідному селі Бортятин на Мостищині. Тривалий час капеланом від УПЦ КП був о. Микола Біляк. Від УГКЦ капеланами також служили священники о. Ігор Ільків та о. Руслан Цар. Церкву на території виправної колонії в свій час відвідали високі духовні особи кардинал УГКЦ Любомир Гузар та кардинал РКЦ Мечислав Мокшицький. Часто навідував свою паству в колонії тоді єпископ УПЦ КП Дрогобицький і Самбірський Матфей(Шевчук)
А в головному приміщенні палацу Скарбека нині діє обласна психіатрична лікарня. У радянські часи тут також працював профілакторій для примусового лікування алкоголізму.
Новий поштовх до розвитку село Заклад отримало після входження в Тростянецьку ОТГ в 2015 році. За невеликий період село обладнано вуличним освітленням, відремонтовано дорогу, обладнано пішохідні доріжки, побудовано дитячий та спортивний тренажерний майданчики, проведено ремонт клубу, проводиться реконструкція водопроводу

## Населення

### Мова
Розподіл населення за рідною мовою за даними перепису 2001 року:
| Мова            | Кількість | Відсоток |
| --------------- | --------- | -------- |
| українська      | 300       | 97.40%   |
| російська       | 6         | 1.94%    |
| угорська        | 1         | 0.33%    |
| інші/не вказали | 1         | 0.33%    |
| Усього          | 308       | 100%     |